# Korpus kadetów (Polska)

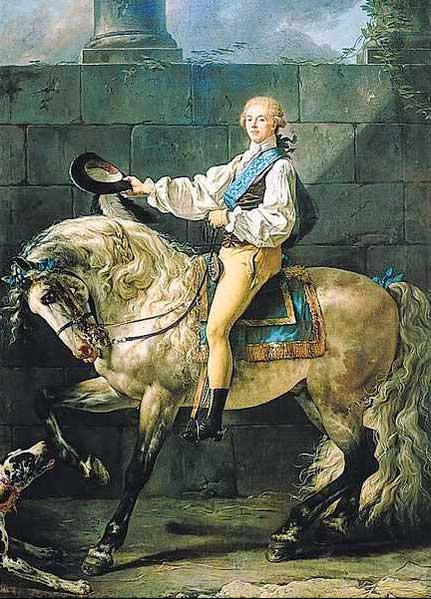
Stanisław Kostka Potocki, komendant Szkoły Rycerskiej

Korpus kadetów – szkoła dla dzieci i młodzieży, współcześnie zwykle na poziomie szkoły średniej, mająca w programie nauczania różnego typu szkolenie wojskowe, prócz kształcenia ogólnego.

## Akademia Szlachecka Korpusu Kadetów w Warszawie
W Polsce najstarszą szkołę tego typu utworzył Stanisław August Poniatowski 15 marca 1765 w Warszawie. Nosiła ona nazwę Akademii Szlacheckiej Korpusu Kadetów, a potocznie była nazywana Szkołą Rycerską. Utrzymywana ze skarbu państwa,  kształciła ok. 200 uczniów pochodzących z uboższej szlachty. Czteroletni program kształcenia obejmował przedmioty ogólnokształcące, zwłaszcza ścisłe i języki obce, a od II klasy również wojskowe - inżynierię wojskową, naukę fechtunku, strzelania, jazdy konnej. Uczono także tańca, muzyki i dobrych manier. Szkoła została zamknięta w 1794, po upadku insurekcji kościuszkowskiej. Komendantem szkoły był książę Adam Kazimierz Czartoryski, a wśród wychowanków m.in. Tadeusz Kościuszko, Julian Ursyn Niemcewicz, Karol Sierakowski, Jakub Jasiński, Karol Kniaziewicz, Stanisław Fiszer i Stanisław Kostka Potocki.

## Korpus Kadetów w Kaliszu

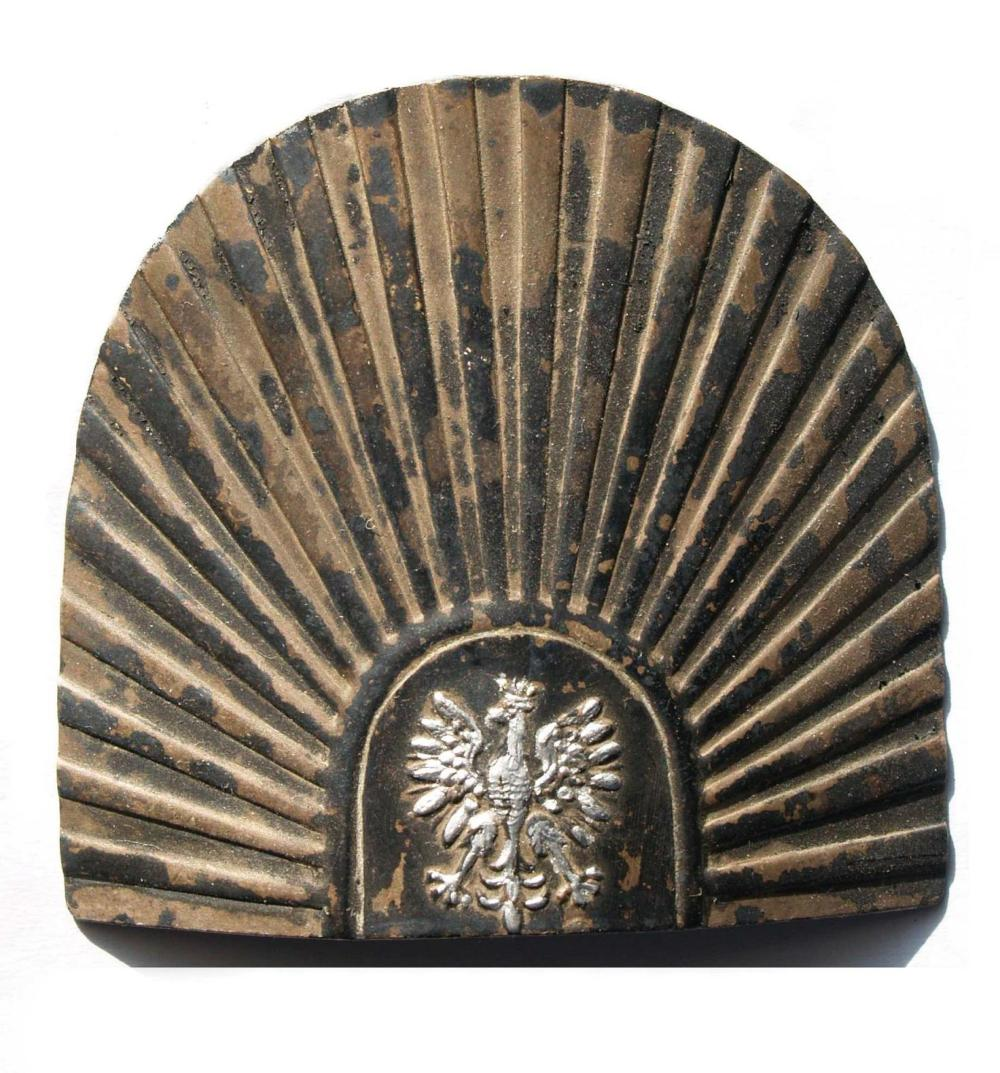
„Słoneczko kadeckie” - odznaka z czapki kadeta II RP

Po III rozbiorze został utworzony przez króla Prus Fryderyka Wilhelma III Korpus Kadetów w Kaliszu – elitarna szkoła wojskowa dla dzieci szlacheckich w zaborze pruskim. Szkoła została umieszczona w budynkach byłego kolegium jezuickiego w Kaliszu. Władze Królestwa Polskiego, podobnie jak wcześniej Księstwa Warszawskiego utrzymały jej istnienie.
Nauka trwała 4 lata i obejmowała: religię, język polski, łacinę, język francuski, niemiecki, matematykę, geografię, historię, logikę, kaligrafię i naukę rysunku. Oprócz tego w programie była edukacja wojskowa obejmująca musztrę, historię wojskowości, elementy taktyki i strategii, fortyfikację, balistykę i fechtunek. Jednorazowo kształciło się w niej od 200 do 240 uczniów, w większości późniejszych oficerów. Jej absolwenci najczęściej trafiali do Szkoły Wojskowej Aplikacyjnej, Szkoły Podchorążych i Szkoły Bombardierów.
W okresie Księstwa Warszawskiego początkowo komendantem Korpusu Kadetów był jeszcze pruski major Berg, który w 1808 podał się do dymisji. Zastąpił go płk. Wincenty Podczaski, zaś po jego śmierci (1813/1814) komendantem szkoły został płk. Józef Regulski-Falk.  

## Korpusy kadetów w II Rzeczypospolitej

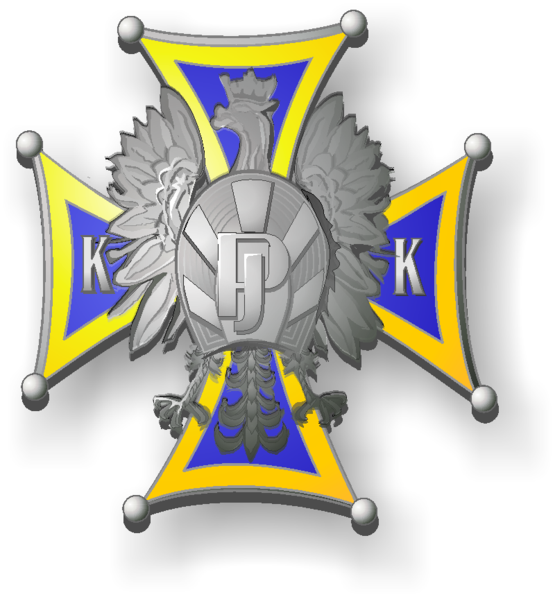
Odznaka 1 Korpusu Kadetów

W II Rzeczypospolitej utworzono szkoły kadeckie oparte na tradycji Akademii Szlacheckiej Korpusu Kadetów w Warszawie i Korpusu Kadetów w Kaliszu. Szkoły te prowadziły kształcenie na poziomie szkół średnich ogólnokształcących (klasy od IV do VIII gimnazjum) o profilu matematyczno-przyrodniczym oraz szkolenie wojskowe oparte na programie szkół podchorążych piechoty.
W latach 1918–1925 utworzono trzy korpusy kadetów:
- Korpus Kadetów Nr 1 (KK-1), utworzony 30 października 1918 w Łobzowie, w 1921 przeniesiony do Lwowa; istniał do 1939 jako Korpus Kadetów nr 1 im. Marszałka Józefa Piłsudskiego we Lwowie[a].
- Korpus Kadetów Nr 2 (KK-2), utworzony 28 września 1919 w Modlinie, w 1926 przeniesiony do Chełmna, w 1936 przeniesiony do Rawicza i połączony z tamtejszym Korpusem Kadetów nr 3.
- Korpus Kadetów Nr 3 (KK-3), utworzony 1 września 1925 w Rawiczu, w 1936 połączony z Korpusem Kadetów nr 2 w Chełmnie, istniał do 1939 jako Korpus Kadetów nr 2 im. Marszałka Rydza-Śmigłego w Rawiczu.

70 wychowanków Korpusu Kadetów we Lwowie przystąpiło w 1921 do III powstania śląskiego, walcząc 21 maja na Górze Św. Anny. Dzień ten został przez Józefa Piłsudskiego zatwierdzony jako Święto Korpusu Kadetów.
Wielu wychowanków korpusów kadetów II Rzeczypospolitej ukończyło szkoły oficerskie i zasiliło kadrę zawodową Wojska Polskiego. Część z nich, wybierając zawody cywilne, zostało oficerami i podoficerami rezerwy.

## Junacka Szkoła Kadetów
Od jesieni 1941 do sierpnia 1942 do obozów wojskowych Armii Polskiej na Wschodzie w Tockoje, Wrewskoje (właściwie Wriewskij), Narpaju, G‘uzorze, Dżałał-Abadzie i Kermine  dotarło kilka tysięcy polskiej młodzieży, „Sybiraków”. Generał Władysław Anders rozkazał przyjmować zgłaszających się bez względu na wiek. Po pierwsze chodziło o ułatwienie jej wyjazdu z Rosji, po drugie – zapewnienie wojsku przyszłych, wykształconych kadr.
W sierpniu 1942 została utworzona w Bashit w Palestynie, przy Armii Polskiej na Wschodzie Junacka Szkoła Kadetów (JSK).
Jej uczniami zostało 342 młodzieńców w wieku od 11 do 17 lat, z których  powołano czterokompanijną jednostkę (według brytyjskiej struktury organizacyjnej Young Soldiers Battalion). Po polsku Junacką Szkołę Kadetów. Słowo junacka było tłumaczeniem z angielskich słów Young Soldiers. Dało to gen. Andersowi podstawę do uzbrojenia, umundurowania, zakwaterowania i zaprowiantowania formalnie jednostki wojskowej wchodzącej w skład 3 Dywizji Strzelców Karpackich. Dowódcą szkoły został mianowany mjr Andrzej Bronisław Kulczycki. Pierwsi dowódcy kompanii to kapitanowie: IV komp. J. Bardzik, III komp. Z. Niewczasiński, II komp. W. Kozicki i I komp. W. Boratyn. 19 października 1942 szkoła przeniosła się do obozu Quastina. 
Podobnie jak w korpusach kadetów II Rzeczypospolitej, oprócz przedmiotów ogólnokształcących na poziomie starszych klas  gimnazjalnych, duży nacisk kładziono na szkolenie wojskowe m.in. naukę o broni brytyjskiej i niemieckiej, strzelanie z broni ręcznej i maszynowej, terenoznawstwo, walkę wręcz, musztrę z bronią, ćwiczenia fizyczne i taktyczne w terenie. Najbardziej pamiętnym w historii JSK był 28 czerwca 1943 roku, kiedy kadetów wizytował premier rządu RP i Naczelny Wódz gen. Władysław Sikorski. Tu odebrał ostatnią defiladę przed  katastrofą gibraltarską.
Mundurem kadeckim był battledress angielskiej piechoty. Na furażerce z lewej strony widniało dziesięciopromienne niklowane słońce z orłem w tarczy, na ramionach granatowe naramienniki z żółtymi wypustkami i literami JSK. Pod naramiennikami na rękawach bluzy noszono czerwone naszywki z napisem „Poland”. Na lewym rękawie bluzy na biało-czerwonym prostokącie widniał świerk - znak 3. Dywizji Strzelców Karpackich. Od wszystkich formacji polskich II Korpusu kadeci odróżniali się białymi pasami i białymi spinaczami. 
Przez szkołę przewinęło się 1276 kadetów, z których zdało maturę 339, a małą maturę otrzymało 622 kadetów. Ponad 440 absolwentów wstąpiło do oddziałów liniowych 2. Korpusu. Kilkudziesięciu absolwentów szkoły uczestniczyło w walkach o Monte Cassino, kilkunastu z nich poległo.
Szkoła działała do czasu ewakuacji wojsk brytyjskich z Palestyny, w 1948. Po przeprowadzeniu ostatniej matury, już na terenie Anglii została rozwiązana.

## Korpusy Kadetów w Polsce Ludowej
W latach 1945–1956 działał Korpus Kadetów Korpusu Bezpieczeństwa Wewnętrznego im. gen. Karola Świerczewskiego.
Szkołą o charakterze korpusu kadetów było Liceum Lotnicze w Dęblinie kształcące na poziomie zawodowego liceum, z jednoczesnym przygotowaniem kandydatów na studia w WOSL. W programie była m.in. nauka pilotażu szybowców, meteorologia, skoki spadochronowe, szkolenie ogniowe.  Wysoki poziom kształcenia zapewniali wykładowcy akademiccy z WOSL. Szkoła funkcjonuje do dziś, zmniejszone zostały jednak programowe zajęcia typu wojskowego i lotniczego.
Pewne cechy szkoły kadetów miało też Wojskowe Liceum Muzyczne w Gdańsku, kształcące młodzież w wieku od 15 do 17 lat, głównie absolwentów państwowych szkół muzycznych i elewów orkiestr wojskowych.

## Korpus Kadetów SML
Nazwę korpus kadetów nosi również organizacja dla dzieci od 12 do 16 lat, działająca w ramach Służby Medycznej Lazarus, pod auspicjami Zakonu św. Łazarza
Członkowie korpusu uczą się podstaw udzielana pierwszej pomocy, opieki nad niepełnosprawnymi, chorymi, ubogimi i poszkodowanymi ale nie uczestniczą w treningach wymagających siły fizycznej i psychicznej oraz specjalistycznej wiedzy. Korpus przygotowuje do przyszłej aktywności w Korpusie Służby Medycznej Lazarus i życia w duchu chrześcijańskiego miłosierdzia i pomocy potrzebującym.